# Novolak
Novolake (fälschlicherweise oft Novolacke) sind Phenolharze mit einem Formaldehyd-Phenol-Verhältnis kleiner als 1:1. Sie entstehen durch saure Kondensation der Edukte. Novolake sind thermoplastisch und können durch Zusätze von Formaldehydspendern wie z. B. Hexamethylentetramin gehärtet werden. Dies ergibt dann unschmelzbare Phenoplaste.

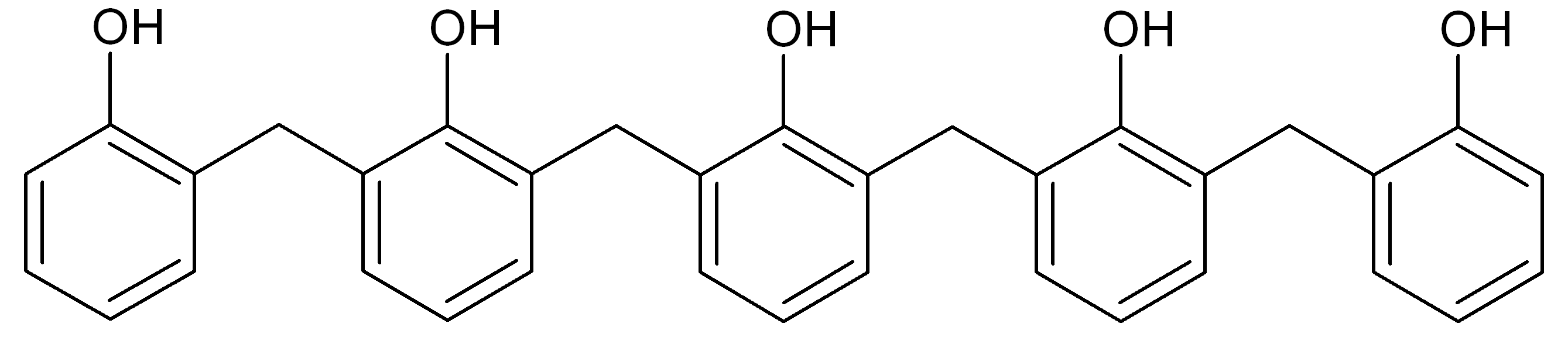
Strukturformel eines Novolaks

Kombiniert mit fotosensitiven Substanzen, wie beispielsweise Diazonaphthochinon, werden Novolake in der Mikroelektronik und Mikromechanik zur Fotolithografie als Fotolack eingesetzt. Nach Belichtung und Entwicklung bleibt eine strukturierte Lackoberfläche übrig, die das Substrat vor dem nächsten Prozessschritt (z. B. Ionenimplantation, galvanisches Aufwachsen von Metall, thermische Oxidation, Ätzen etc.) schützen.
Novolake werden in der Regel durch einen Spin Coater auf ein Substrat aufgeschleudert und es können Resistdicken bis hin zu einigen 10 µm pro Belackungsschritt erreicht werden. Für größere Schichtdicken empfiehlt sich PMMA.